# Бранг (Изер)
Бранг (фр. Brangues) насеље је и општина у источној Француској у региону Рона-Алпи, у департману Изер која припада префектури Ла Тур ди Пен.
По подацима из 2011. године у општини је живело 592 становника, а густина насељености је износила 50,73 становника/km². Општина се простире на површини од 11,67 km². Налази се на средњој надморској висини од 207 метара (максималној 236 m, а минималној 204 m).

## Демографија
| 1962. | 1968. | 1975. | 1982. | 1990. | 1999. | 2011. |
| ----- | ----- | ----- | ----- | ----- | ----- | ----- |
| 331   | 363   | 348   | 369   | 388   | 469   | 592   |

График промене броја становника у току последњих година